# Helge Reiss
Helge Reiss, född 27 februari 1928 i Oslo, död 11 november 2009, var en norsk skådespelare. Han var son till Thorleif Reiss.
Helge Reiss debuterade 1949 vid Det Nye Teater och var knuten dit under hela sin karriär. Han utmärkte sig särskilt som humorist, bland annat som Higgins i My Fair Lady. Han spelade också i flera William Shakespeare-uppsättningar. På TV och film gjorde han 37 roller 1948–2009. Han är särskilt ihågkommen som professor Drøvel i TV-serien Bröderna Dal (1979) och professorn i filmen Formynderne (1978).

## Filmografi (urval)
- 1948 – Den hemlighetsfulla våningen
- 1959 – 5 loddrett
- 1961 – Hans Nielsen Hauge
- 1974 – Den siste Fleksnes
- 1975 – Flåklypa Grand Prix
- 1979 – Bröderna Dal (TV-serie)
- 2003 – Mors Elling